# Halesus tesselatus
Halesus tesselatus – gatunek chruścika z rodziny bagiennikowatych (Limnephilidae). Larwy budują przenośne domki z fragmentów detrytusu.
Gatunek palearktyczny, nie występuje w Islandii, Irlandii, Wielkiej Brytanii, Półwyspie Iberyjskim i Apenińskim, larwy występują we wszystkich typach wód słodkich oraz estuariach. Limneksen.
Imagines złowiono nad Jeziorem Mikołajskim, larwy w jeziorze Wigry na mieliznach rzadko zarośniętych.
W Finlandii pospolity w jeziorach, rzekach, potokach i na południu w zalewach morskich. W Estonii imagines łowione nad jeziorami i nad ciekami. W Karelii larwy spotykano w ciekach i jeziorach, w litoralu piaszczysto-kamienistym, na Bałkanach w jeziorach przepływowych.